# 暗殺のオペラ
『暗殺のオペラ』（あんさつのオペラ、Strategia del ragno）は、1970年のイタリアのテレビ映画。
ベルナルド・ベルトルッチ監督、ジュリオ・ブロージ、アリダ・ヴァリ主演。原作はホルヘ・ルイス・ボルヘスの小説『裏切り者と英雄のテーマ』。
1969年という製作当時の「政治の季節」に合わせてベルトルッチがイタリア戦後史の知的総括として映画化した作品である。
スティーヴン・ジェイ・シュナイダーの『死ぬまでに観たい映画1001本』に掲載されている。

## ストーリー
エミリア地方（北イタリア）の小さな町タラ。その駅に到着した列車から、一人の男、アトス・マニャーニ（ジュリオ・ブロージ）が降り立った。
20数年前、1936年6月15日の夜、タラの歌劇場でジュゼッペ・ヴェルディの歌劇《リゴレット》が上演されている最中、抵抗運動の闘士であった父アトス・マニャーニ（ジュリオ・ブロージ＝2役）は、２階のボックス席で何者かの銃によって暗殺された。ムッソリーニ政権下のこの地で、マニャーニはファシズムと闘って命を落とした英雄として、町中には記念碑まで建てられていた。父の名をそのまま受けついだアトスは父と生き写しで、彼を見た町の人々は驚きの表情を浮かべた。
息子アトスを町に呼んだのは、父のかつての愛人ドライファ（アリダ・ヴァリ）で、父アトスの死には不可解な点があまりに多く、その真相を息子である彼につきとめて欲しいのだった。父アトスの死体からは1通の匿名の手紙が発見され、それは、「アトスが劇場に入れば命はないぞ」という脅迫文だった。この芝居がかった暗殺の内幕をドライファから聞かされた息子アトスは、はじめは信じようとはしなかったが、夜、理由もなく馬小屋に閉じこめられたり、朝、突然見知らぬ男に襲われたりするうちに、何者かが、彼をタラの町から追い出そうとしていることを感じた。そのことを告げに、再びドライファのもとを訪れた彼は、ドライファから、父の最大の敵であったという大地主のところへ行くように言われる。そして、反ファシズムの抵抗運動の生き残りの3人、映画館主のコスタ（ティノ・スコッティ）、教師ラゾーリ（フランコ・ジョヴァネッリ）、ガイバッツィ（ピッポ・カンパニーニ）が何かを知っているだろうと聞く。
3人の話によれば、タラの町の歌劇場の落成式典にムッソリーニが列席するという情報をつかんだ父アトスを中心とした4人グループが、ムッソリーニ暗殺計画を立てた。しかし、直前に何者かがその計画を通報したため、ムッソリーニはタラにはやってこなかった。暗殺計画は失敗し、逆に、オペラを上演中の歌劇場で父アトスが暗殺された。若いアトスは、それがファシストどもの政治的報復行為だと考えたが、あまりの偶然の一致の多さに何かひっかかるものを感じ、さらに追求を続けた。
ムッソリーニ暗殺計画を通報したのは誰か？　それを知っていたのは父をはじめとする4人だけのはずだ。再び3人のもとを訪れたアトスは、そこで真実を知る。暗殺計画を通報したのは父アトス本人であり、裏切った彼の処刑をファシストの卑劣な暗殺とみせかけ、民衆の心にファシズムへの憎しみをかきたてるのが目的だった。そして、その演出プランを立てたのも父アトス自身だったのだ。
息子アトスは、真実を町の人々にぶちまけたい衝動にかられた。しかし、その記念日・6月15日に父アトスをしのぶために集まってきた人々は、20数年間、すべての事実を知って生きてきた人たちであった。
息子アトスは、町を去るため駅に向かった。しかし、まるでこの20数年間、一度も列車が走ったことがないかのように線路は草でおおわれ、列車の姿はどこにもなかった。

## キャスト
- アトス・マニャーニ: ジュリオ・ブロージ（イタリア語版） ※同姓同名の父子の二役。
- ドライファ: アリダ・ヴァリ - アトス（父）のかつての愛人。
- コスタ: ティノ・スコッティ（イタリア語版） - 映画館主。
- ガイバッツィ: ピッポ・カンパニーニ（英語版） - ハムの味利き。オペラ歌手のように歌う。
- ラゾーリ: フランコ・ジョヴァネッリ - 小学校教師。
- 水兵: アレン・ミジェット（イタリア語版）

## 作品の評価
allcinemaによれば「全篇にだまし絵的視覚遊戯を散りばめ」「ベルトリッチ一流のオペラ的要素を根底にすえて鮮やかに」描いており、主人公の父親である英雄の死の真相が明らかになる経緯の「スリル感が、見かけの難解さを払拭して余りあり、純粋な映画的快楽の提供者として、ベルトリッチを際だたせる。」と評価している。